# こうしてあなたたちは時間戦争に負ける
『こうしてあなたたちは時間戦争に負ける』（This Is How You Lose the Time War）は、アマル・エル＝モフタールとマックス・グラッドストンによる2019年のサイエンス・フィクションの書簡体中編小説本作はサイモン&シュスターから最初に出版され、日本では早川書房から2021年に山田和子訳で出版された。2019年の英国SF協会賞の中短編部門と、同年のネビュラ賞 中長編小説部門を受賞し、2020年のヒューゴー賞 中長編小説部門を受賞した。

## プロット
工作員レッドとブルーは戦争中のそれぞれの帝国のためにいくつもの時間線の歴史を変えながら行き来しつつ、お互いに秘密のメッセージを残しており、最初はからかうような内容だったが、徐々にいちゃつきだし、そして愛へと発展してゆく。レッドの指揮官が二人のやり取りに気づき、レッドに対してブルーが読むと死んでしまうメッセージを送るように強要し、ブルーは危険を警告されていたにもかかわらずメッセージを読んでしまう。ブルーが殺されてから、レッドはブルーの子供時代にタイムトラベルして毒入りのメッセージに対する免疫を与え、ブルーが生き延びられるようにする。この事件が発覚し、レッドは自身の帝国に逮捕されるが、その後、ブルーはレッドが刑務所から脱獄するのを手助けすることができ、2人とも自由になれることが暗示される。

## 創作
レッドの手紙はすべてグラッドストーンが書き、ブルーの手紙はエル＝モフタールが書いた。彼らは事前に大まかなアウトラインを書いたが、「各キャラクターの反応は、各手紙を受け取ったときの本物の驚きの要素で展開され、《手紙》に付随するシーンはその感情的な反応を使って書かれた」。

## 評価
『パブリッシャーズ・ウィークリー』誌は、『こうしてあなたたちは時間戦争に負ける』を「精巧に作られ」、「目を見張る」もので、「複雑になってゆく言葉遊び」があり、「何度も読む価値がある」と述べた。NPRのジェイソン・シーハンは本作を映画『イルマーレ』（「[レイクハウス] を防弾チョッキで縛り、剃刀で覆い、毒に浸し、世界と世紀を越えて殺人と焼き払いをするために解き放つ」場合）と比較し、この本は、タイムトラベルのジャンルと書簡体形式の両方の特徴的な弱点であると彼が感じたものをうまく利用していると述べた。
シェリル・モーガンは、その中心的メッセージである「戦争のどちらの側でも兵士たちは、安全な家で座り込んで命令を出す人々よりも、お互いに多くの共通点を持っていることが多い」は「世界が聞く必要がある」ものだと主張した。『Tor.com』のリー・マンデロはこの本に「詩的な内部構造」、鮮やかというよりは「鋭く、ほとんど歯切れの良い」散文、そして「世界ではなく個人に焦点を当てている」と感じるとともに、この本には「対立、愛、抵抗について、実際にはいくつかの議論がある」と述べ、時間戦争を「教訓、思い上がり、何世代にもわたって、今も、そして永遠に続く、終わりのない理由のない対立」として扱っている。
『デン・オブ・ギーク』のナタリー・ザッターは、この小説のジェンダーアイデンティティへのアプローチを称賛し、レッドとブルーが「どちらも代名詞として[彼女]を使用しているが、どちらも異性愛規範の女性らしさの型には当てはまらない」とし、それぞれが「10通り以上の異なる方法でジェンダーを演じている」ため、「ブルーとレッドが異なる形で登場するほど、彼らのジェンダーは実際には重要ではなくなる」と述べた。
『ストレンジ・ホライズンズ』でエイドリ・ジョイはこの小説を「読者を最高レベルの胸が張り裂けるような感情のジェットコースターに乗せる、絶対的な感情の傑作」と賞賛した。ジョイは「時間戦争自体は、最も基本的な点以外はほとんど理解できない」と指摘したが、「描写のあらゆる小さな余談は、可能な限り最も効果的な方法で場面を設定するのに役立っている」とし、レッドとブルーの間で伝えられるメッセージの「無常性」もその一つだと指摘した。
『ブラックゲート』誌は、この作品は「解読すべき謎」でも「解き明かすべき複雑でハードなSFの時間旅行のパズルボックス」でもないとし、最終的な啓示は「第1章からかなり明白」であるとしたが、それでもなお「かなり感情的に満足できる」ものであると強調し、最終的には「女神が恋に落ちるのを見るのは楽しいし、ブルーとレッドはとても人間らしく感じられる」と結論付けた。

### 受賞
『こうしてあなたたちは時間戦争に負ける』は、2019年の英国SF協会賞の中短編部門と、同年のネビュラ賞 中長編小説部門、2020年のローカス賞 中長編部門、2020年のヒューゴー賞 中長編小説部門、2020年オーロラ賞 短編小説部門を受賞し、2019年のシャーリイ・ジャクスン賞 長編部門の最終選考に残った。さらに、2019年のロサンゼルス・タイムズ・ブック・プライズでは、第1回レイ・ブラッドベリ賞のサイエンス・フィクション、ファンタジーおよびスペキュレイティブ・フィクション部門と、同年のキッチーズ賞 長編小説部門の最終選考に残り、そして2020年のシオドア・スタージョン記念賞の2位となった。

### ソーシャルメディア
発売から3年後の2023年5月、『こうしてあなたたちは時間戦争に負ける』の人気は予想外の急上昇を記録し,Amazon.comのベストセラーランキングで全部門の3位、サイエンス・フィクション部門では1位となった。これは、マンガおよびアニメシリーズ『トライガン』のファンが「ビゴラス・ディッコラス・ウルフウッド」という表示名でフォロワーにこの本を勧めたツイートが話題になったためである。「何が起こっているのか理解できませんが、ビゴラス・ディッコラスには計り知れないほど感謝しています」とエル＝モフタールは返信した。

## 映像化
エル＝モフタールは2019年に、この本がテレビドラマ化のオプション契約を獲得し、脚本は自身とグラッドストーンが執筆すると発表した。また、登場人物の性別は「交渉の余地はない」とも明言した。